# Mirapecten
Mirapecten is een geslacht van tweekleppigen uit de  familie van de Pectinidae (mantelschelpen). 

## Soorten
- Mirapecten boutetorum Dijkstra, 2011
- Mirapecten cranmerorum (Waller, 1986)
- Mirapecten mirificus (Reeve, 1853)
- Mirapecten moluccensis Dijkstra, 1988
- Mirapecten rastellum (Lamarck, 1819)
- Mirapecten spiceri (Rehder, 1944)
- Mirapecten tuberosus Dijkstra & Kilburn, 2001
- Mirapecten yaroni Dijkstra & Knudsen, 1998